# Иустин (Стефанович)
Митрополит Иустин (серб. Митрополит Јустин, в миру Мирослав Стефанович, серб. Мирослав Стефановић; 26 мая 1955, Чачак) — епископ Сербской Православной Церкви, митрополит Жичский.

## Биография
Провёл детство в Белграде, там окончил начальную школу. По завершении химическо-технического училища, поступил на экономический факультет Белградского университета, обучение на котором прервал в 1980 году и ушёл в монастырь Црна-Река в Косове.
Как первое духовное чадо тогдашнего игумена Чернорецкого монастыря Артемия (Радосавлевича), он трудился на монашеских послушаниях и вместе с игуменом радел об обновлении обители в которой в 1983 году был пострижен в монашество епископом Рашско-Призренским Павлом (Стойчевичем), а вскоре после того поставлен в диакона и священника. C первых дней монашества он занимался резьбой по дереву и изготовлением резных дубовых крестов.
В 1987 году выпустился из Богословского факультета Белградского университета, а аспирантуру окончил в Афинаском университете в 1990 году.
По избрании игумена Артемия во епископа в 1991 году, отец Иустин принял настоятельство в Чернорецком монастыре.
27 мая 1992 года Архиерейский Собор Сербской православной церкви избрал игумена Иустина во епископа Хвостанского, викарного болящего епископа Тимокского Милутина (Стоядиновича), со всеми правами и должностями епархиального архиерея.
14 июля 1992 года в монастыре Сопочаны состоялась его епископская хиротония, которую возглавил Патриарх Сербский Павел.
В том же году он продолжил аспирантуру в Белграде и приступил к завершению диссертации о пастырской психологии.
С мая 1993 года — епископ Тимокский.
По благословению владыки Иустина, после 50-летней паузы, в 1994 году возобновилась публикация «Гласника» — периодического издания посвященного вере и духовной культуре.
Епископ Иустин — любитель искусств и словесности. В 1995 году представил свои работы в художественной галерее в Белграде.
Два раза избирался членом Священного Архиерейского Синода. Участник многих отечественных и международных богословских и научных совещаний, конференций и симпозиумов. Переводит и публикует с греческого языка богословские тексты и научные работы.
За его многолетние труды в качестве епархиального архиерея получил многие церковные и общественные награды, среди которых звание почётного гражданина города Заечара, полученное в 2006 году.
С 24 мая 2014 года — епископ Жичский.
3 августа того же года в храме Святого Саввы в Кралеве состоялась интронизации епископа Иустина, которую возглавил Патриарх Сербский Ириней. На интронизации епископ Иустин отметил, что он готов принять должность епископа Жичского и, как родившийся в Чачке, знает все достоинства жителей края.
.